# Condado de Hennepin
El condado de Hennepin  es un condado en el estado de EE. UU. de Minnesota. A partir del censo nacional de 2010 la población era 1,152,425. Es el condado más populoso en Minnesota y número 32 en la lista de condados populosos en los Estados Unidos; más de uno de cada cinco minnesotanos viven en el condado de Hennepin. Su asiento de condado es Minneápolis, la ciudad más populosa del estado. El condado lleva el nombre del explorador del siglo XVII padre Louis Hennepin. El condado de Hennepin está incluido en Área Estadística Metropolitana del Minneapolis, St. Paul y Bloomington .
El centro de la población de Minnesota está en el condado de Hennepin, en la ciudad de Minneápolis.

## Historia
La Legislatura Territorial de Minnesota creó el condado de Hennepin en 1852. Escogieron el apellido del padre Louis Hennepin porque originalmente le puso nombre a la catarata St. Anthony y grabó algunas de las cuentas más tempranas del área para el mundo occidental. La historia temprana del condado se enlaza estrechamente al establecimiento de las ciudades de Minneápolis y St. Anthony. Más recursos sobre la historia del condado de Hennepin se pueden encontrar en el Hennepin History Museum , en el departamento de colecciones especiales de la Biblioteca del condado de Hennepin, y en la Minnesota State Historical Society.

## Geografía
Según la Oficina del Censo de los Estados Unidos, el condado tiene una área total de 607 millas cuadradas (1.570 km²), del cual 554 millas cuadradas (1.430 km²) es tierra y 53 millas cuadradas (140 km²) (8.7%) es agua. Hennepin es uno de los 17 condados de Minnesota con más tierra de sabana que tierra de pradera o tierra de bosque, y es uno de sólo dos condados de Minnesota con más de 75% de su área en tierra de sabana (el otro es el condado Wright).
La cascada más alta en el río Misisipi, las cataratas de San Antonio (nombradas por Louis Hennepin) están en el condado de Hennepin al lado del centro de Mineápolis, pero en el siglo XIX, las cataratas se convirtieron en una serie de diques. Barcazas y barcas ahora pasan por esclusas para mover entre las partes del río encima y abajo de los diques.

### Condados adyacentes
- Condado de Anoka (nordeste)
- Condado de Ramsey (este)
- Condado de Dakota (sureste)
- Condado de Scott (sur)
- Condado de Carver (suroeste)
- Condado de Wright (noroeste)
- Condado de Sherburne (norte)

## Demografía

### 2010
A partir del censo de 2010,  había 1 152 425 personas, 475 913 casas, y 272 885 familias que viven en el condado. La composición racial del condado era 74,4% blanco, 11,8% negro o afroamericano, 0,9% nativo americano, 6,2% asiático, 3,4% de otras razas, y 3,2% de dos o más razas. 6,7% de la población era hispánica o latina de cualquier raza.
Según la Encuesta sobre la Comunidad Americana, los grupos de ascendencia más grandes eran alemanes (26,3%), noruego (12,6%), irlandés (10,8%), y sueco (8,3%).

### 2000
En el Censo de 2000,  había 1 116 200 personas, 456 129 casas, y 267 291 familias que viven en el condado. La densidad de población era 774/km ² (2 005/mi²). había 468 824 hogares con una densidad mediana de 325/km² (842/mi²). La composición racial del condado era 80,53% blanco, 8,95% negro o afroamericano, 1,00% nativo americano, 4,80% asiático, 0,05% nativos de la Polinesia, 2,06% de otras razas, y 2,60% de dos o más razas. 4,07% de la población era hispánica o latina de cualquier raza.
Había 456 129 casas, de las cuales un 28,80% tenían niños bajo la edad de 18 viviendo con ellos, el 45,30% eran los parejas de casados que vivían juntos, el 9,90% eran hogares con una mujer sin la presencia del marido, y 41,40% no eran familias. Un 31,80% de todas las casas se componían de individuos y en un 8,40% alguien vivía solo y era 65 años de edad o más viejo. El tamaño medio en cuanto a individuos era de 2,39 personas y la media familiar era de 3.07.
En el condado la edad de la población era de 24,00% menores de 18 años, un 33,70% de 25 a 44 años, 21,70% de 45 a 64 años y 11,00% de 65 años o más. La edad media era de 35 años. Por cada 100 mujeres había 97.00 hombres. Por cada 100 mujeres de 18 años o más, había 94,70 hombres.
Los ingresos medios de una casa en el condado eran de $57 711 USD, y los ingresos medios para una familia eran de $65 985 USD, (según una estimación de 2007 estos números subieron a $60 115 y $79 970 respectivamente). Los hombres del condado tenían ingresos medios de $42 466, mientras que las mujeres tenían ingresos de $32 400. La renta per cápita del condado era $28 789. Unos 5,00% de las familias y 8,30% de la población se encontraban bajo la línea de pobreza, incluyendo un 10,50% menores de 18 años y 5,90% 65 años o mayores.
El condado de Hennepin es el condado más pudiente de Minnesota y uno de los 100 condados de mayores ingresos en los Estados Unidos.
Además de inglés, otros idiomas comunes en el condado son hmong, somalí, español y amhárico.

### Estadísticas religiosas
Según estadísticas de 2010, el grupo religioso más grande en el condado de Hennepin era la Arquidiócesis de Saint Paul y Minneápolis, con 215 205 católicos, quienes acuden a rezar en 73 parroquias, seguidos por 124 732 luteranos de la ELCA con 106 congregaciones y 20 286 metodistas de la UMC con 42 congregaciones. En total, las congregaciones religiosas del condado identifican un 54,3% de la población como miembros, aunque los miembros de comuniones históricamente afroamericanas son infrarrepresentados debido a información incompleta.

## Gobierno

### Miembros de la junta del condado
Como todos los condados en Minnesota, Hennepin es gobernado por un concejo de comisionados electos e independientes. En Minnesota, los concejos de comisionados suelen tener cinco miembros, pero los condados de Hennepin, Ramsey, Dakota, Anoka y St Louis tienen siete miembros. Cada comisionado representa un distrito de una población aproximadamente igual. En Hennepin, el concejo designa a un médico forense, un auditor/tesorero del condado y un registrador del condado. El alguacil (sheriff) y el fiscal del condado son electos como independientes. La sede central del gobierno está en el centro de Minneápolis en el Hennepin County Government Center. El condado supervisa el sistema de las bibliotecas de Hennepin County (lo cual se unió con las bibliotecas de Minneápolis en 2008) y el Hennepin County Medical Center. El concejo de comisionados también designa a un presidente del concejo quien preside en las reuniones.
| Distrito | Comisionado                | Primer año en el cargo | Año en que expira su cargo actual |
| -------- | -------------------------- | ---------------------- | --------------------------------- |
| 1        | Mike Opat                  | 1993                   | enero de 2021                     |
| 2        | Irene Fernando             | 2019                   | enero de 2023                     |
| 3        | Marion Greene (presidente) | 2014                   | enero de 2023                     |
| 4        | Angela Conley              | 2019                   | enero de 2023                     |
| 5        | Debbie Goettel             | 2017                   | enero de 2021                     |
| 6        | Jan Callison               | 2009                   | enero de 2021                     |
| 7        | Jeff Johnson               | 2009                   | enero de 2021                     |

### Personal principal
Los empleados responsables para operaciones normales del condado de Hennepin son el administrador del condado David Hough, la administradora suplente del condado para salud y servicios humanos Jennifer DeCubellis, el administrador asistente para operaciones Chester Cooper, y el administrador asistente del condado interino para obras públicas Mark Thompson. 

## Economía

### Compañías y empresas principales
Al ser el centro económico de Minnesota y de la parte septentrional del Medio Oeste de los Estados Unidos, el condado de Hennepin es la sede de muchas compañías en diversas industrias. Según una estimación de 2018, doce compañías del Fortune 500 se localizan en el condado de Hennepin, cinco de las cuales están en Minneápolis.
| Nombre de la compañía | Rango nacional | Ingresos($millones), estimación de 2018 | Sede          | Industria                                         |
| --------------------- | -------------- | --------------------------------------- | ------------- | ------------------------------------------------- |
| UnitedHealth Group    | 5              | 201 159                                 | Minnetonka    | La atención médica administrada                   |
| Target                | 39             | 71 879                                  | Minneapolis   | Venta al por menor general                        |
| Best Buy              | 72             | 42 151                                  | Richfield     | Venta al por menor de electrodomésticos           |
| U.S. Bancorp          | 122            | 23 996                                  | Minneapolis   | La banca y las finanzas                           |
| SuperValu             | 180            | 16 009                                  | Eden Prairie  | La distribución y venta al por menor de alimentos |
| General Mills         | 182            | 15 619,8                                | Golden Valley | Procesamiento de alimentos                        |
| C.H. Robinson         | 193            | 14 869,4                                | Eden Prairie  | El transporte                                     |
| Ameriprise Financial  | 252            | 12 075                                  | Minneapolis   | Servicios financieros                             |
| Xcel Energy           | 266            | 11 404                                  | Minneapolis   | Servicios públicos de electricidad y gas natural  |
| Thrivent Financial    | 343            | 8 527,9                                 | Minneapolis   | Servicios financieros                             |
| Mosaic                | 382            | 7 409,4                                 | Plymouth      | Manufactura de fertilizantes                      |
| Polaris               | 496            | 5 504,8                                 | Medina        | Manufactura de motonieves                         |

El condado de Hennepin también es la sede de varias compañías privadas como Carlson y Cargill, ambas ubicadas en Minnetonka. En concreto, Cargill es la compañía de propiedad privada más grande de los Estados Unidos.
Junto con estas compañías principales, el condado de Hennepin también alberga otras empresas grandes, como las que se listan a continuación. Las industrias más grandes del condado de Hennepin se dedican a la salud y la asistencia social (103 440 trabajadores), la manufactura (83 039) y el comercio al por menor (80 450).
| Empresa                                          | Número de empleados | Industria |
| ------------------------------------------------ | ------------------- | --------- |
| La Universidad de Minnesota                      | 18 000              | Educación |
| Farmacia de Park Nicollet                        | 9 000               | Salud     |
| Hospital metodista de Park Nicollet              | 8 200               | Salud     |
| Clínica de Park Nicollet                         | 8 000               | Salud     |
| Centro médico de la Universidad de Minnesota     | 8 000               | Salud     |
| Hospital infantil de la Universidad de Minnesota | 7 658               | Salud     |
| Atención urgente de Park Nicollet                | 7 000               | Salud     |

## Indicadores económicos
Según la Encuesta sobre la Comunidad Americana de 2016, los ingresos medios de una casa en el condado eran $71 200. El coeficiente de Gini de 2016 era 0,461, menos del promedio nacional. A partir de 2016, casi 132 000 residentes del condado vivían bajo la línea de pobreza, 10,9% del condado. Este número es menos que el promedio nacional de 14%.

## Educación
Algunas universidades en el condado son:
- Augsburg University en Minneapolis
- Dunwoody College of Technology en el centro de Minneapolis
- Hamline University - el campus en Minneapolis está en St. Louis Park
- Hennepin Technical College en Brooklyn Park y Eden Prairie
- Metropolitan State University en el centro de Minneapolis y Brooklyn Park
- Minneapolis College of Art and Design en Minneapolis
- Minneapolis Community and Technical College en el centro de Minneapolis
- Minnesota State University, Mankato - el campus de las Twin Cities está en Edina
- Normandale Community College en Bloomington
- North Central University en el centro de Minneapolis
- North Hennepin Community College en Brooklyn Park
- Northwestern Health Sciences University en Bloomington
- St. Cloud State University - el campus de las Twin Cities en Plymouth
- Saint Mary's University of Minnesota - el campus de las Twin Cities está en Minneapolis
- University of Minnesota - el campus de las Twin Cities está en Minneapolis
- University of Northwestern- St. Paul- en Roseville
- University of St. Thomas - el campus de Minneapolis está en el centro de Minneapolis

## Recreación

### Parques
El condado de Hennepin, y en particular la ciudad de Minneápolis, se conoce por su sistema de parques extenso y de alta calidad. Una organización que califica los parques de los EE. UU., el Trust for Public Land, ha calificado el sistema de parques del condado de Hennepin como el mejor de los Estados Unidos por cinco años consecutivos, desde 2012 hasta 2017, y sigue siendo muy bien calificado. Muchos de los numerosos parques de Minneápolis están vinculados a través del Grand Rounds National Scenic Byway, una serie de parques y veredas interconectados que extienden 51 millas. Este Byway se divide en siete distritos e incluye muchos destinos importantes en Minneápolis, incluso Isla Nicollet, las Cataratas de San Antonio y Bde Maka Ska. Aparte de Minneápolis, el condado de Hennepin es parte del Three Rivers Park District, un sistema de 20 parques y 10 senderos en el área metropolitana de las Ciudades Gemelas.

### Cultura
Con numerosas instituciones de arte en Minneápolis, el condado de Hennepin es un centro nacional de las artes. Contiene algunos de los centros de arte más grandes  y mejor conocidos del país, incluyendo el Instituto de Artes de Minneápolis y el Museo de Arte Weisman. Algunos centros de arte principales son el nordeste de Minneápolis y el barrio de North Loop en Minneápolis.  

### Deportes
De las cuatro ligas principales de los Estados Unidos, tres tienen equipos basados en Minneápolis: los Minnesota Twins juegan en Target Field, los Minnesota Timberwolves juegan en Target Center, y los Minnesota Vikings juegan en U.S. Bank Stadium.

## Ciudades
| Bloomington      | Eden Prairie      | Long Lake                      | Minnetrista        | Rogers                |
| Brooklyn Center  | Edina             | Loretto                        | Mound              | Shorewood             |
| Brooklyn Park    | Excelsior         | Maple Grove                    | New Hope           | Spring Park           |
| Champlin         | Golden Valley     | Maple Plain                    | Orono              | St. Anthony (parcial) |
| Chanhassen       | Greenfield        | Medicine Lake                  | Osseo              | St. Bonifacius        |
| Corcoran         | Greenwood         | Medina                         | Plymouth           | St. Louis Park        |
| Crystal          | Hanover (parcial) | Minneapolis (sede del condado) | Richfield          | Tonka Bay             |
| Dayton (parcial) | Hopkins           | Minnetonka                     | Robbinsdale        | Wayzata               |
| Deephaven        | Independence      | Minnetonka Beach               | Rockford (parcial) | Woodland              |

### Territorio sin organizar
- Fort Snelling